# Référentiel pédologique français
Le référentiel pédologique français est une classification élaborée dans les années 1980 sous l'égide de l'Association française pour l'étude du sol et de l'INRA qui remplace la classification des sols CPCS mise au point de 1964 à 1967 par la Commission de Pédologie et de Cartographie des Sols (CPCS). Son premier ouvrage est publié en 1992. Le référentiel est actualisé et complété en 2008 et devient une référence pour la communauté des pédologues de langue française.
- Haut – A
- B
- C
- D
- E
- F
- G
- H
- I
- J
- K
- L
- M
- N
- O
- P
- Q
- R
- S
- T
- U
- V
- W
- X
- Y
- Z

## A
- Alocrisol humique,
- Alocrisol typique,
- Aluandosol haplique,
- Aluandosol humique,
- Aluandosol perhydrique,
- Anthroposol artificiel,
- Anthroposol reconstitué,
- Anthroposol transformé,
- Arénosol

## B
- Brunisol mésosaturé,
- Brunisol oligo-saturé,
- Brunisol resaturé,
- Brunisol saturé

## C
- Calcarisol,
- Calcisol,
- Calcosol,
- Chernosol haplique,
- Chernosol mélanoluvique,
- Chernosol typique,
- Colluviosol,
- Cryosol histique,
- Cryosol minéral

## D
- Dolomitosol

## F
- Fersialsol calcique,
- Fersialsol carbonaté,
- Fersialsol éluvique,
- Fersialsol insaturé,
- Fluviosol brunifié,
- Fluviosol brut,
- Fluviosol typique

## G
- Grisol dégradé,
- Grisol éluvique,
- Grisol haplique,
- Gypsosol haplique,
- Gypsosol pétrogypsique

## H
- Histosol composite,
- Histosol fibrique,
- Histosol flottant,
- Histosol leptique,
- Histosol mesique,
- Histosol recouvert,
- Histosol saprique

## L
- Leptismectisol,
- Lithosol,
- Lithovertisol,
- Luvisol dégradé,
- Luvisol dernique,
- Luvisol tronqué,
- Luvisol typique

## M
- Magnésisol

## N
- Néoluvisol

## O
- Organosol calcaire,
- Organosol calcique,
- Organosol insaturé,
- Organosol tangélique

## P
- Paravertisol haplique,
- Paravertisol planosolique,
- Pélosol brunifié,
- Pélosol différencié,
- Pélosol typique,
- Peyrosol cailloutique,
- Peyrosol pierrique,
- Phaeosol haplique,
- Phaeosol mélanoluvique,
- Planosol distal,
- Planosol structural,
- Planosol typique,
- Podzosol durique,
- Podzosol éluvique,
- Podzosol humique,
- Podzosol humo-durique,
- Podzosol meuble,
- Podzosol ocrique,
- Podzosol placique,
- Post-podzosol,
- Pseudo-luvisol

## Q
- Quasi-luvisol

## R
- Rankosol,
- Réductisol,
- Réductisol duplique,
- Réductisol stagnique,
- Réductisol typique,
- Régosol,
- Rendisol,
- Rendosol

## S
- Salisodisol,
- Salisol carbonaté,
- Salisol chloruro-sulfaté,
- Silandosol dystrique,
- Silandosol eutrique,
- Silandosol humique,
- Silandosol perhydrique,
- Sodisalisol,
- Sodisol indifférencié,
- Sodisol solodisé,
- Sodisol solonetzique,
- Sulfatosol

## T
- Thalassosol,
- Thiosol,
- Topovertisol

## V
- Véracrisol,
- Vitrosol

## Source
- Référentiel pédologique français 1995
- Référentiel pédologique français 2008
- Rapport sur l'état des sols en France 2011